# پیتر تونلی
پیتر تونلی (انگلیسی: Peter Turnley؛ زادهٔ ۲۲ ژوئن ۱۹۵۵) عکاس، عکاس جنگ، و روزنامه‌نگار اهل ایالات متحده آمریکا است.